# Cerna (Moriš)
Cerna (također: Cerna Hunedoreană ili Cerna Ardeleană, mađ. Cserna-patak je lijevi pritok Moriša u Transilvaniji, Rumunjska.  Njegovo ime i na rumunjskom i na mađarskom jeziku potječe iz slavenskog jezika, što znači "crna (voda)". Izvor mu je u planinama Poiana Ruscă. Protječe kroz grad Hunedoara i sela Gura Bordului, Lunca Cernii de Sus, Lunca Cernii de Jos, Hășdău, Dăbâca, Toplița, Cinciș-Cerna, Teliucu Superior, Teliucu Inferior, Peștișu Mare i Sântandrei . Ulijeva se u Moriš u Sântuhalmu blizu Deve.  Duljina joj je 73 km, a površina porječja 727 km2.

## Pritoci
Sljedeće rijeke su pritoci rijeke Cerne (od izvora do ušća):
- Lijevo: Bordul, Ireanc, Sălicea, Bunila, Vălărița, Govăjdia, Zlaști, Peștiș, Cristur, Valea Ursului
- Desno: Cernușorița, Negoi, Hășdău, Lingina, Valea Boții

## Vanjske poveznice
|  | Zajednički poslužitelj ima još gradiva o temi Cerna (Moriš) |